# パリ第6大学

世界大学学術ランキングの分野ごとの2013年、2014年の推移

旧パリ第6大学（きゅうパリだい6だいがく、1971年: Université ParisVI 設立、1974年改名: Université Pierre-et-Marie-Curie〈ピエール・マリー＝キュリー大学、2007年改名: UPMC）は、1974年から2018年までパリ大学の一校として運営された理学・工学・医学を専門とした公立大学である。
生徒数は約32000人（医学: 21000人、科学: 11000人）である。別名であるピエール・マリー・キュリー大学は放射現象などの研究で名高いピエール・キュリー、マリー・キュリー夫妻の名に由来する。125以上の研究所を有し、その多くが世界の名門大学やフランス国立科学研究センターと連携している。
2018年1月1日に、当大学とパリ第4大学の2校が合併し、新しくソルボンヌ大学と改称された。

## 歴史
フランス法「Loi n°68-978 du 12 novembre 1968 d'orientation de l'enseignement supérieur」によって、多くの大学と共に1971年1月1日に設立された。
2018年1月1日に、パリ第4大学と合併した。

## 評価
世界大学学術ランキング(ARWU)では、2003年から2016年の間の順位は35～65位、Times QS ランキングでも2004年から2014年のランキングは57～115位と世界的に見ても非常に高いレベルの大学と評価されている。

## キャンパス
- Campus de Jussieu
- Campus des Cordeliers
- Campus de La Pitié-Salpêtrière
- Campus Saint-Antoine
- Institut d'Astrophysique de Paris (IAP)
- Site Curie
- Institution de la Vision
- Institut du Fer à Moulin
- Campus Raspail
- Site Tenon
- Site Trousseau
- Site Ivry - Le Raphaël
- Institut de La Longévité
- Site de Saint-Cyr-l'École
- Campus d'Orsay
- Station marine de Roscoff
- Station marine de Banyuls
- Station marine de Villefranche-sur-mer

## 学部
- Faculté de médecine Pierre-et-Marie-Curie（医学部）
- Faculté de chimie（化学部）
- Faculté d'ingénierie（工学部）
- Faculté de mathématiques Pierre-et-Marie-Curie（数学部）
- Faculté de physique Pierre et Marie Curie（物理学部）
- Faculté de biologie（生物学部）
- Faculté Terre Environnement et Biodiversité（地球環境と生物多様性学部）

## 研究所
- École polytechnique universitaire Pierre-et-Marie-Curie
- パリ天体物理学研究所
- ロスコフ生物学研究所
- fr:Observatoire océanologique de Banyuls-sur-Mer
- fr:Observatoire océanologique de Villefranche-sur-Mer
- fr:Institut de statistique de l'université de Paris
- アンリ・ポアンカレ研究所
- ロボット工学システム研究所(フランス語版)

## 著名な卒業者等
- クロード・コーエン＝タヌージ - 1997年ノーベル物理学賞
- セルジュ・アロシュ - 2012年ノーベル物理学賞
- アラン・コンヌ[19] - 1982年フィールズ賞
- ウェンデリン・ウェルナー - 2006年フィールズ賞
- fr:Alain Carpentier[20] - アルバート・ラスカー医学研究賞
- フィリップ・サンソネッティ - 微生物学者、パスツール研究所およびコレージュ・ド・フランス所属
- ピエール・ベジェ - 工学者、ベジエ曲線を発明
- シェイック・モディボ・ディアラ - マリ共和国の宇宙工学者、2012年に暫定首相
- クリスチャーヌ・トビラ - 政治家、第28代フランス司法大臣
- アミーナ・グリブ＝ファキム - 名誉学位。モーリシャスの生物学者、大統領
- ウェンデリン・ウェルナー - 数学者、パリ第11大学教授、元子役俳優
- ニコラ・ユロ - エコロジー移行・連帯省大臣(2017年5月〜)、環境ジャーナリスト（バリ第6大学医学部に学んだ）
- エマニュエル・シャルパンティエ - 生化学者、2020年ノーベル化学賞受賞者